# Slikarski čopič
Slikarski čopič je čopič, ki se uporablja za nanašanje barve ali včasih črnila. Čopič običajno naredimo tako, da na ročaj pritrdimo ščetine. Na voljo so v različnih velikostih, oblikah in materialih. Za polnjenje se uporabljajo debelejši, za podrobnosti pa tanjši. Lahko jih razdelimo na čopiče dekoraterjev, ki se uporabljajo za slikanje in dekoriranje, ter čopiče umetnikov za vizualno umetnost.

## Deli čopiča
- Ščetine: za mazanje barve na površino podlage
- Objemka: obdrži ščetine in jih pritrdi na ročaj
- Ročaj: predvideni vmesnik med uporabnikom in orodjem

## Trgovski čopiči
Čopiči za umetniško slikanje so namenjene nanašanju enakomernega sloja barve na razmeroma velika območja.
Sledijo svetovno priznani ročaji slikarskih čopičev:
- Bučast ročaj: ergonomska oblika, ki med slikanjem zmanjšuje stres na zapestju in roki.
- Kratek ročaj: krajši ročaj zagotavlja večjo natančnost pri barvanju majhnih elementov, kot so vogali, obrobe in natančna področja.
- Ploščat ročaj kot bobrov rep: Ta oblika je zaobljena in rahlo sploščena, da se med slikanjem popolnoma prilega dlani.
- Kvadratni ročaj: Ročaj kvadratne oblike s poševnimi vogali je v glavnem v krtačah ali čopičih in je prijeten za držanje pri barvanju.
- Ročaj kot podganji rep: ta ročaj je daljši in tanjši od običajnega, zato ga je enostavno držati za večji nadzor.
- Dolg ročaj: zaobljen in tanek, dolg ročaj je enostavno držati kot svinčnik, kar daje velik nadzor in natančnost pri rezanju in barvanju zapletenih prostorov.[1]

## Ščetke za dekoraterje
Velikosti čopičev, ki se uporabljajo za barvanje in dekoracijo.

### Velikosti čopičev za dekoraterje
Velikosti čopičev za dekoraterje so podane v milimetrih (mm), kar se nanaša na širino glave.
- 10 mm, 20 mm, 40 mm, 50 mm, 60 mm, 70 mm, 80 mm, 90 mm, 100 mm.

### Oblike čopičev za dekoraterje
- Kotni: Pri barvanju robov se dolžina ščetin, gledano s široke ploskve čopiča, enakomerno zmanjšuje z enega konca na drugega.
- Ravni: pri barvanju ravnih površin se dolžina ščetin, gledano s široke površine čopiča, ne spremeni
- Konusni: izboljšuje nadzor, dolžina ščetin, gledano z ozke strani čopičae, je daljša v sredini in se zoži proti robovom
- Striker: Velik okrogel (valjast) čopič za zunanje barvanje težkih površin

### Ščetine dekoraterskih čopičev
Ščetine so lahko naravne ali sintetične. Če so filamenti sintetični, so lahko iz poliestra, najlona ali mešanice najlona in poliestra. Nitke so lahko votle ali trdne in so lahko zožene ali ne zožene. Čopiči s stožčastimi filamenti dajejo bolj gladko površino.
Sintetični filamenti zdržijo dlje kot naravne ščetine. Naravne ščetine so boljše za barve in lake na oljni osnovi, sintetične ščetke pa so boljše za barve na vodni osnovi, saj se ščetine pri močenju ne razširijo.
Dekorater ocenjuje kakovost čopiča na podlagi več dejavnikov: zadrževanje filamenta, prevzem barve, enakomernost sproščanja barve, sledi čopiča, vlečenje in natančno barvanje. Izklesan čopič omogoča slikarju, da zareže v ožje vogale in natančneje slika.
Ročaji za čopiče so lahko iz lesa ali plastike, medtem ko so obroči kovinski (običajno ponikljano jeklo).

## Umetniški čopiči
Čopiči s kratkim ročajem so namenjeni barvanju z akvarelom ali črnilom, medtem ko so čopiči z dolgim ročajem za oljne ali akrilne barve.

### Umetniške oblike čopičev
Slogi konic čopičev, ki jih najpogosteje vidimo:
- Okrogel: koničast vrh, dolge tesno razporejene ščetine za podrobnosti.
- Ploščat: za hitro in enakomerno nanašanje barve po površini. Imeli bodo daljše dlake kot njihovi svetli kolegi.
- Ostrorob: krajši od ploščatega. Ploščat čopič s kratkimi trdimi ščetinami, primeren za zabijanje barve v tkanje platna v tanjših barvnih aplikacijah, pa tudi za debelejše sloge barvanja, kot je impasto.
- Zaobljen: ploščat čopič s kupolastim koncem. Omogoča dobro pokritost in možnost izvedbe nekaterih podrobnih del.
- Pahljačast: za mešanje širokih površin barve.
- Prirezan, kotni: podobno kot zaobljen je tudi ta vsestranski in ga je mogoče uporabiti tako pri splošnem barvanju kot tudi pri nekaterih podrobnih delih.
- Širok: čopič večjega formata z zaobljenim robom za široko nanašanje mehke barve in tudi za nanos tanjših glazur na obstoječe sušilne sloje barve, ne da bi poškodovali spodnje sloje.
- Rigger: okrogel čopič z dolgimi dlačicami, ki se tradicionalno uporablja za barvanje vrvi na slikah ladij. Uporabni so za tanke linije in so vsestranski tako za olja kot za akvarele.
- Stippler in jelenja noga: kratki, debelo okrogel
- Liner: podolgovat okrogel
- Prirezan podaljšan je videti kot prirezan z dolgimi dlačicami, ki se uporablja za slikanje z eno potezo, kot je barvanje dolgih listov.
- Skript: močno podolgovat okrogel
- Mačji jezik

Nekateri drugi slogi čopičev so:
- Sumi: po slogu podoben nekaterim čopičem za akvarel, tudi z na splošno debelim lesenim ali kovinskim ročajem in široko mehko dlako, ki mora, ko je navlažena, oblikovati fino konico. Piše se tudi Sumi-e (墨 絵, poslikava s črnilom).
- Hake (刷毛): azijski čopič z velikim širokim lesenim ročajem in izjemno finimi mehkimi ščetinami, ki se uporablja v nasprotju s tradicionalnimi čopiči Sumi za pokrivanje večjih površin. Pogosto iz kozje dlake.
- Spotter: Okrogel čopič s kratkimi ščetinami. Te čopiče se pogosto uporablja pri retuširanju fotografskih odtisov.
- Šablona: okrogel čopič z ravnim vrhom, ki se uporablja na šablonah, da prepreči, da bi ščetine prišle spodaj. Uporablja se tudi za ustvarjanje teksture.

### Velikost umetniških čopičev
Umetnikovi čopiči imajo običajno oštevilčene velikosti, čeprav za njihove fizične mere ni natančnega standarda.
Velikosti so od najmanjše do največje::
- 20/0, 12/0, 10/0, 7/0, 6/0, 5/0, 4/0 (also written 0000), 000, 00, 0, 1, 2, 3, 4, 5, 6, 7, 8, 9, 10, 11, 12, 13, 14, 16, 18, 20, 22, 24, 25, 26, 28, 30. Čopiči, tanjše kot 30/0 proizvajajo velika podjetja, vendar niso običajna velikost.
- Velikosti od 000 do 20 so najpogostejše.

### Ščetine umetniških čopičev
Vrste so:
- ščetke za akvarel, ki so običajno narejene iz soboljevine, sintetične soboljevine ali najlona;
- čopiči za oljne slike, ki so običajno narejeni iz soboljevine ali ščetin;
- akrilni čopiči, ki so skoraj v celoti najlonski ali sintetični.

Terpentin ali razredčila, ki se uporabljajo pri barvanju z olji, lahko uničijo nekatere vrste sintetičnih čopičev. Vendar pa so inovacije v tehnologiji sintetičnih ščetin ustvarile sintetične ščetine, odporne na topila, primerne za uporabo v vseh medijih. Naravni lasje, veverica, jazbec ali soboljevina uporabljajo akvarelisti zaradi njihove vrhunske sposobnosti vpijanja in zadrževanja vode.
Ščetine so lahko naravne - mehke dlake ali prašičje ščetine - ali sintetične.
Mehki čopiči in dlak
Najboljši med njimi so narejeni iz sibirske podlasice (Mustela sibirica)), drugih rdečih podlasic ali dlake veveric (zimski kožuh ruske veverice; rep). Kameljai dlaka je splošen izraz za cenejšo in manj kakovostno alternativo, običajno volov. Lahko so druge vrste ali mešanica vrst, vendar nikoli ne vključuje kamel. Uporabljajo se tudi poni, koza, mungo in jazbec.
Prašičje ščetine
Pogosto se imenuje Kitajska ščetina ali Chungking ščetina. Ta je trša in močnejša od mehkih dlak. Lahko je beljena ali nebeljena.
Sintetične ščetine
Izdelane so iz posebnega ekstrudiranega najlonskega filamenta z več premera, taklona ali poliestra. Te postajajo vedno bolj priljubljene z razvojem novih barv na vodni osnovi.

### Ročaji
Umetniški ročaji za čopiče so običajno leseni, lahko pa so tudi iz oblikovane plastike. Številni serijski ročaji so izdelani iz nedokončanega surovega lesa; kakovostnejši ročaji so iz sušenega trdega lesa. Les je zatesnjen in lakiran, tako da ima ročaj sijajni, nepremočljiv zaključek, ki zmanjšuje umazanost in nabreknenje.
Kovinski obročki so lahko iz aluminija, niklja, bakra ali ponikljanega jekla. Najdeni so tudi gumijasti obročki: ti dajo čopiču drugačen 'občutek' in so osnovna oprema za akvarelne čopiče v francoskem slogu.